# Sport szelet

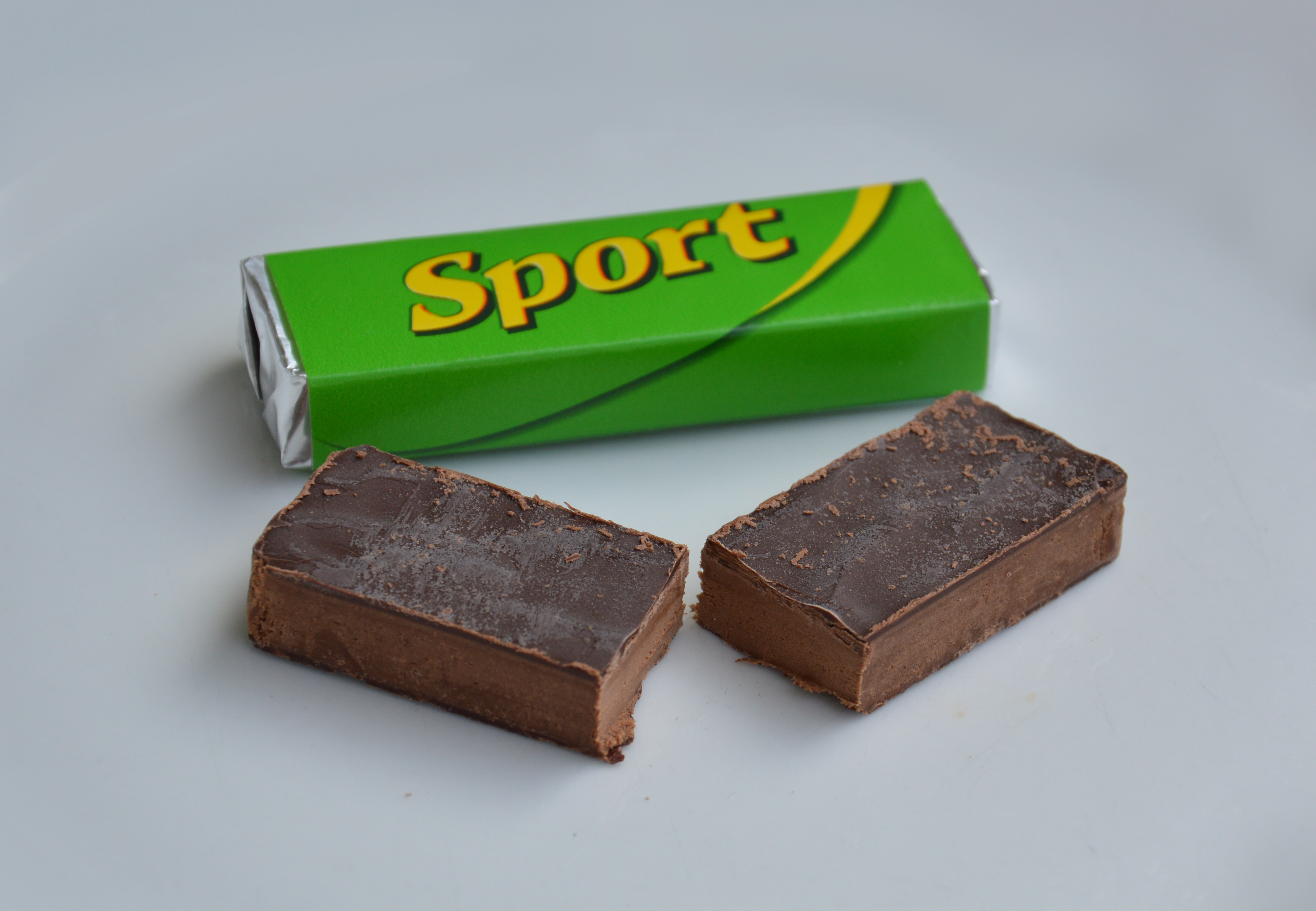
Klasszikus Sport szelet

A Sport szelet étcsokoládé-bevonatú, rumos ízű csokoládészelet. 

## Története
1953. augusztus 20-án, a Népstadion megnyitására készült az első Sport szelet, amelyet a Csemege Édesipari Vállalat gyártott 25 grammos kiszerelésben, az első időkben még kézműves technikával. Kétrétegű, impregnált alufólia csomagolását kívül  zöld színű papír borította, egy diszkoszvető figurájával, amit Szécsényi Józsefről, a sportág jeles művelőjéről mintáztak. Nem felel meg a valóságnak, hogy a csomagoláson a zöld szín az FTC-re utalna. A terméket ugyanis eredetileg MHK Sport szelet néven hozták forgalomba - a diszkoszvető alakja mögött a háttérben az MHK, az akkori idők sport-tömegmozgalmának rövidítése állt.
Az 1956-os forradalom után a gyártás MHSZ Sport szelet néven folytatódott a Budapesti Csokoládégyárnál.
A rendszerváltás után 1993-ban a privatizáció során a Kraft Jacobs Suchard cég vásárolta meg a volt állami vállalatot. A Normál Sport szelet 31 grammos lett, míg a hagyományos terméket 'kicsi Sport szeletnek' nevezték. Megjelent a 42 grammos Sport szelet XL is. A csomagolás ábrája is megváltozott, lekerült róla a sportoló alakja.
Az 1990-es évek végétől már XXL méretben (51 gramm), karamelles, mogyorós ízben, 2002-től tejcsokoládés majd fehércsokoládés változatban, sőt 2005-től jégkrémként is kapható volt.

### A Mondelez Hungária Kft. termékeként
2013-ban a termék gyártója, a Mondelez Hungária Kft. arról tájékoztatta a sajtót, hogy évente kb. 46 millió darabot adnak el belőle, Magyarországon közel 1800 tonnányit fogyasztanak.
A kétezres években reklámklip-sorozattal hirdették a televízióban, melyben egy rasztahajú jamaikai (Victor Romero Evans) „segít” egy másik, a kocsijának támaszkodó megfáradt embernek. A reklámklipeket eredetileg a svéd/norvég Japp szelet számára készítették, csak az utolsó képkockákat cserélték le.Van olyan változat, ahol a rasztahajú belelöki az autót a szakadékba, egy másik változatban pedig egy hőlégballonba zsákokat dobál, ami így egy fenyőfának ütközik.
2024. augusztus 1-én bejelentették, hogy az eredeti „diszkoszvetős” csomagolású Sport-szelet gyártása május közepén fenntarthatósági okból megszűnt, és a készlet elfogytával a termék megszűnik, mivel az alufólia  csomagolóanyag se nem modern, se nem környezetbarát.

## Készítése
Tejszín fondant felhasználásával gyártották, vagyis tejzsiradékokkal tették lágyabbá az eredetileg ropogós, kemény alapfondant-t. A csokoládémassza kakaópor helyett magasabb kakaóvaj-tartalmú kakaópogácsából (pörkölt, hántolt kakaóbab-belső) készült.